# Marigny-l’Église
Marigny-l’Église ist eine französische Gemeinde mit 276 Einwohnern (Stand: 1. Januar 2022) im Département Nièvre in der Region Bourgogne-Franche-Comté (vor 2016 Burgund). Sie gehört zum Arrondissement Château-Chinon (Ville) und zum Kanton Corbigny (bis 2015 Lormes). 

## Geographie
Marigny-l’Église liegt etwa 70 Kilometer nordöstlich von Nevers am Cure im Morvan. Umgeben wird Marigny-l’Église von den Nachbargemeinden Saint-Germain-des-Champs im Norden, Quarré-les-Tombes im Osten, Dun-les-Places im Südosten, Brassy im Süden, Saint-Martin-du-Puy und Chalaux im Westen sowie Chastellux-sur-Cure im Nordwesten.

## Bevölkerungsentwicklung
| Jahr                       | 1962 | 1968 | 1975 | 1982 | 1990 | 1999 | 2006 | 2011 | 2016 |
| Einwohner                  | 491  | 456  | 408  | 377  | 347  | 301  | 353  | 323  | 299  |
| Quellen: Cassini und INSEE |      |      |      |      |      |      |      |      |      |

## Sehenswürdigkeiten
- Kirche Saint-Pierre-aux-Liens aus dem 16. Jahrhundert

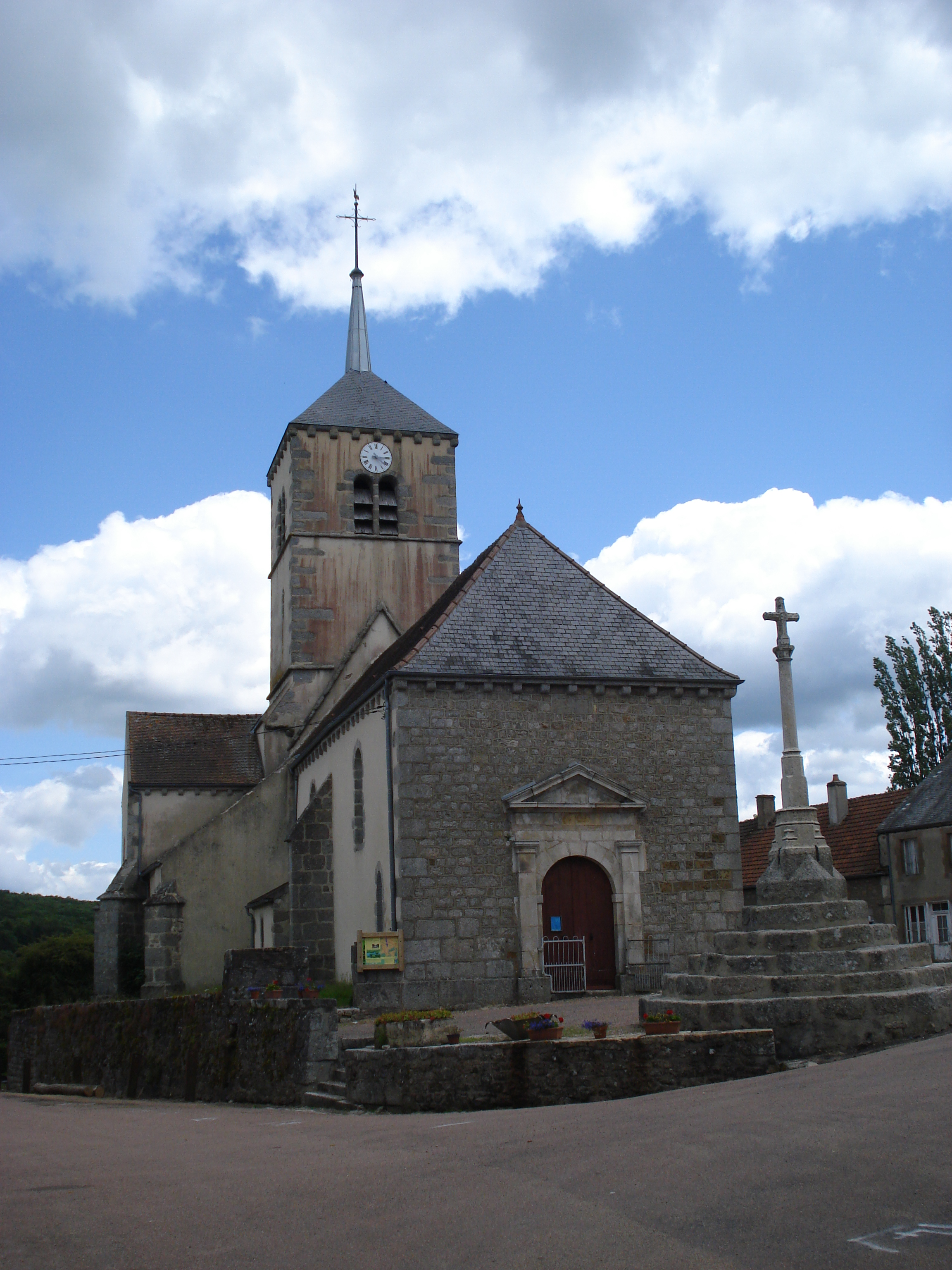
Kirche Saint-Pierre-aux-Liens

- Schloss aus dem 17. Jahrhundert